# Gomphandra gamblei
Gomphandra gamblei là một loài thực vật có hoa trong họ Stemonuraceae. Loài này được (C.B.Clarke) P.Royen mô tả khoa học đầu tiên năm 1957.